# Memorial Drive Tennis Centre
O Memorial Drive Tennis Centre ou Memorial Drive Park, também referido simplesmente como "Memorial Drive", é uma instalação de tênis localizada ao lado do Adelaide Oval, nas terras do parque ao redor do centro de Adelaide, na Austrália do Sul. O Memorial Drive absorveu o nome da avenida sinuosa, conhecida como "War Memorial Drive", que separa o local do rio Torrens [en].

## Histórico
O Memorial Drive Tennis Club foi fundado em 1914, sob o nome de "South Australian Lawn Tennis Club". Cerca de 6 acres (2,4 ha) de terra foram alugados ao clube diretamente adjacente ao Adelaide Oval e as quadras de grama foram inauguradas em outubro de 1921 pelo governador da Austrália do Sul, Sir Archibald Weigall. Gerald Patterson venceu o primeiro "South Australian Men's Singles Championship" realizado no local em 1922, mesmo ano em que também venceu Wimbledon [en] pela segunda vez. No ano seguinte, uma sede do clube e uma arquibancada foram erguidos no Memorial Drive, sendo a arquibancada norte a antiga arquibancada original do Adelaide Oval, que foi desmontada e depois remontada. Em 1938, uma grande arquibancada permanente foi erguida no lado norte das quadras.
Ao longo dos anos, muitos eventos importantes foram realizados nas quadras de grama, incluindo a Copa Davis e o Australian Open. Em 1926, o título individual masculino australiano foi disputado pela primeira vez naquelas quadras, vencido por John Hawkes [en]. Adelaide sediou um total de quatorze campeonatos australianos até 1967, doze dos quais foram disputados no Memorial Drive. Em 1938, o americano Donald Budge começou ali no Memorial Drive sua caminhada para ser o primeiro a consquistar o Grand Slam de tênis (os quatro torneios Major) ao derrotar o australiano John Bromwich.
Em janeiro de 1933, a Austrália disputou uma partida teste de tênis contra os Estados Unidos. O campeão americano Ellsworth Vines fez sua única aparição em Adelaide e entre os representantes australianos estavam Harry Hopman, Adrian Quist e John Bromwich. No ano seguinte, as partidas internacionais contaram com o campeão inglês Fred Perry.
A primeira exposição de Adelaide ao tênis profissional envolveu o campeão francês de Wimbledon, Henri Cochet, em disputas contra profissionais locais em 1935. Em 1958 e novamente em 1959, Pancho Gonzales e Lew Hoad se apresentaram no Memorial Drive como parte da trupe profissional de Jack Kramer. De 1974 a 2008, o Australian Hard Court Championships foi disputado no Memorial Drive, e entre 2009 e 2019 o torneio de exibição World Tennis Challenge [en] foi disputada lá.
O Memorial Drive sediou o Australian Open [en] pela última vez em 1967, com Roy Emerson vencendo as simples masculinas, Nancy Richey Gunter as simples femininas, John Newcombe e Tony Roche as duplas masculinas, Lesley Turner Bowrey e Judy Tegart Dalton vencendo as duplas femininas, e Lesley Turner e Owen Davidson, as duplas mistas.

## Reformas de 2019–22
Em fevereiro de 2019, o Governo da Austrália do Sul [en] anunciou financiamento de US$ 10 milhões para construir uma estrutura de cobertura sobre o Memorial Drive, para preparar o local para sediar o novo Adelaide International, o primeiro evento sancionado pela ATP na cidade desde o Adelaide International em 2008 e o primeiro evento WTA. Pequenas reformas adicionais na instalação permitiram que o Memorial Drive sediasse o torneio inaugural em janeiro de 2020, realizado uma semana antes do primeiro Grand Slam do ano, o Australian Open. Mais tarde naquele ano, o governo anunciou que US$ 44 milhões seriam gastos na construção de duas novas arquibancadas permanentes ao redor do tribunal principal, uma substituindo a arquibancada norte e aumentando a capacidade do centro para 6.500 pessoas. Desenvolvimentos adicionais incluem atualizações nas instalações de mídia e transmissão do centro, espaços de treinamento e desenvolvimento esportivo e espaços funcionais, e integração das instalações leste com a praça sul do Adelaide Oval. A remodelação estava prevista para ser concluída em meados de 2022.